# Mostra estratificada
La mostra estratificada o mostreig estratificat és una forma de representació estadística que mostra com es comporta una característica o variable en una població a través de fer evident el canvi d'aquesta variable en sub-poblacions o estrats. És un mètode de mostreig d'una població.
Consisteix en la divisió prèvia de la població d'estudi en grups o classes que es suposen homogenis respecte a la característica a estudiar i que no s'ensolapin.
Segons la quantitat d'elements de la mostra que s'han d'elegir de cadascun dels estrats, hi ha dues tècniques de mostreig estratificat:
1. Assignació proporcional: la mida de cada estrat en la mostra és proporcional a la seva mida en la població.
2. Assignació òptima: la mostra recollirà més individus d'aquells estrats que tinguin més variabilitat. Per això cal un coneixement previ de la població.

Per exemple, per a un estudi d'opinió, pot resultar interessant estudiar per separat les opinions d'homes i dones donat que s'estima que, dins de cadascun d'aquests grups, pot haver certa homogeneïtat. Així, si la població és composta d'un 55% de dones i un 45% d'homes, es prendria una mostra que contingui també aquesta mateixa proporció.
En general, la mida de la mostra en cada estrat es pren en proporció amb la mida de l'estrat. Això s'anomena assignació proporcional.

## Eines de la Millora Contínua
Aquest tipus de mostreig forma part de les set noves eines de millora contínua de la qualitat. Són eines que permeten crear un pla estratègic i millorar una empresa.